# Bribir (ort)
Bribir är en ort i Kroatien.   Den ligger i länet Gorski kotar, i den centrala delen av landet, 120 km sydväst om huvudstaden Zagreb. Bribir ligger 146 meter över havet och antalet invånare är 1 762.
Terrängen runt Bribir är kuperad åt nordost, men åt sydväst är den platt. Havet är nära Bribir åt sydväst. Runt Bribir är det ganska glesbefolkat, med 27 invånare per kvadratkilometer. Närmaste större samhälle är Crikvenica, 5,9 km väster om Bribir. Omgivningarna runt Bribir är en mosaik av jordbruksmark och naturlig växtlighet.